# ليفيا (رواية)
ليفيا (بالإنجليزية: Livia)‏ هي ثاني روايات سلسلة خماسية أفينيون للكاتب البريطاني لورانس داريل، نشرت عام 1978، عن دار نشر فابر آند فابر. 